# Joosia dichotoma
Joosia dichotoma là một loài thực vật có hoa trong họ Thiến thảo. Loài này được (Ruiz & Pav.) H.Karst. mô tả khoa học đầu tiên năm 1859.